# Franco Sbuttoni
Franco Sbuttoni (født 6. maj 1989) er en argentinsk fodboldspiller.